# Großer Preis von Frankreich 1934

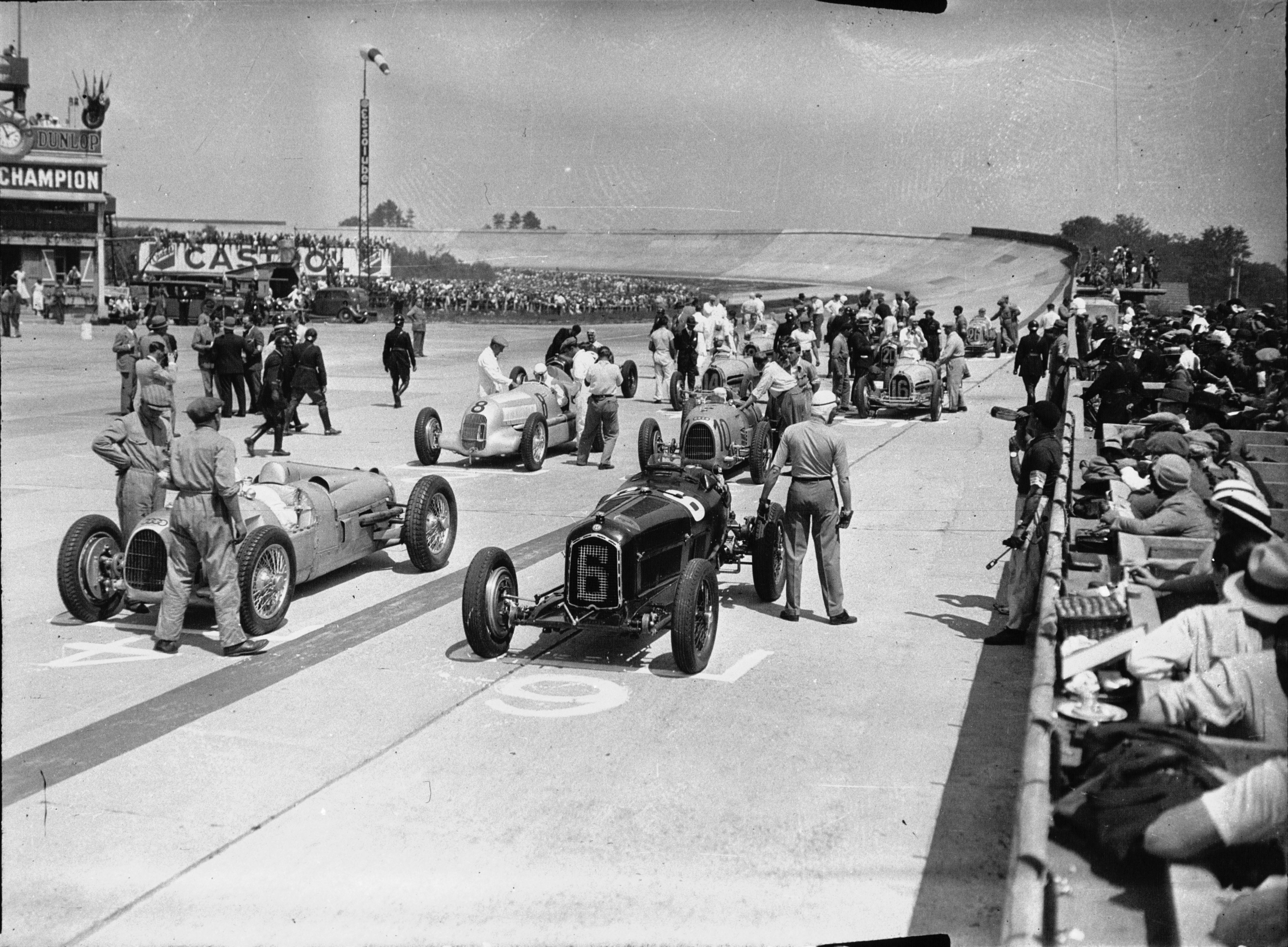
Die Startaufstellung

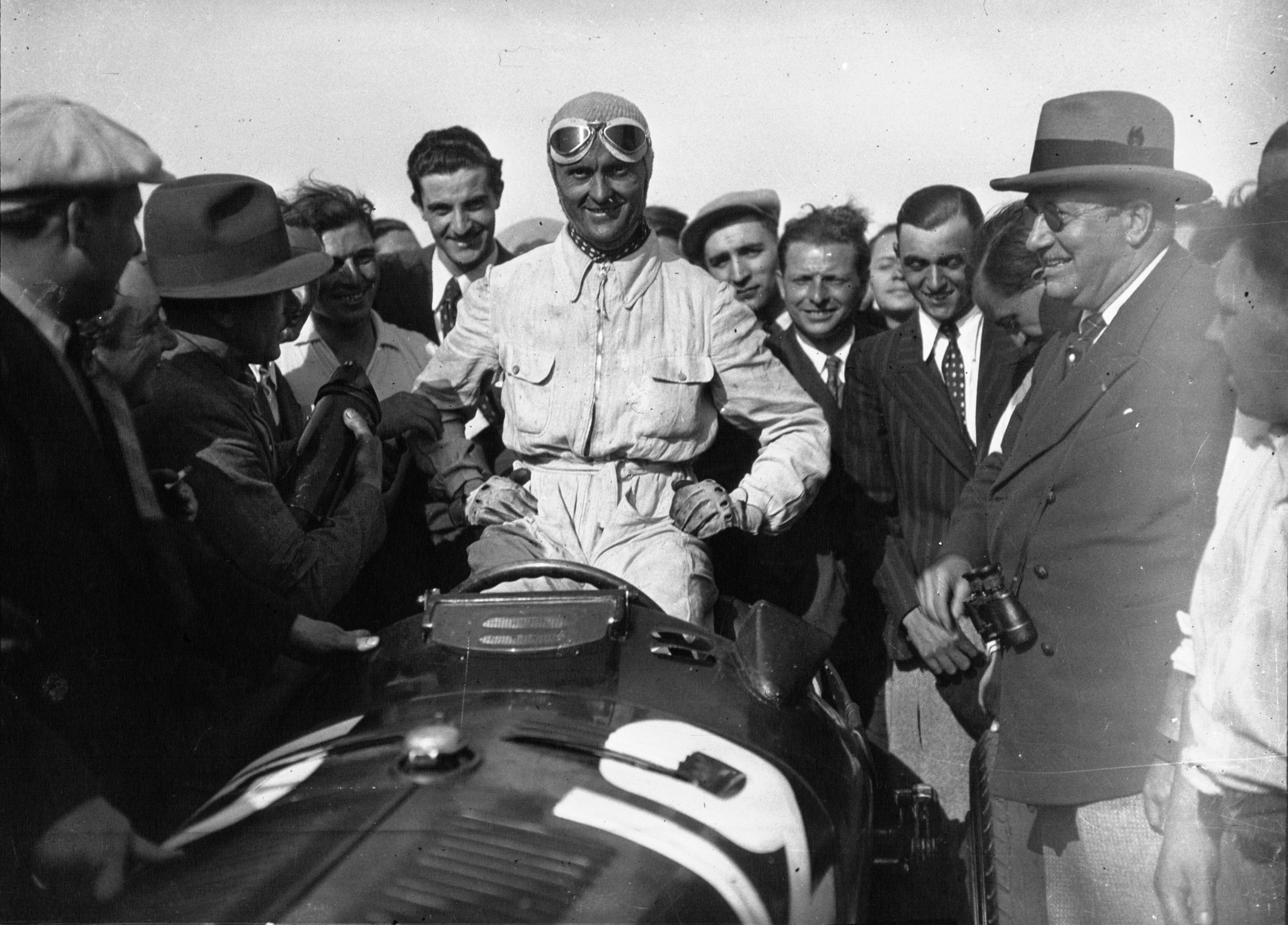
Louis Chiron nach seinem Sieg

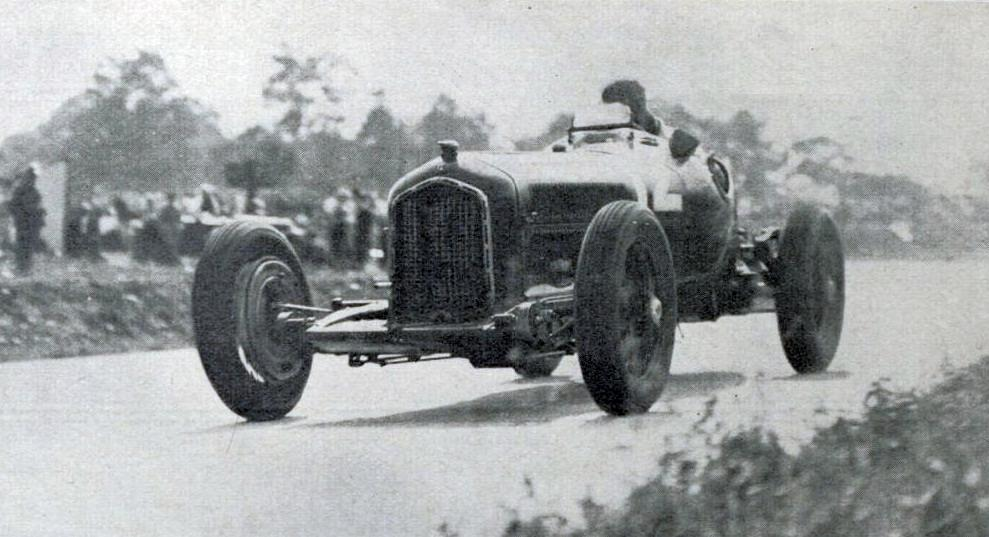
Louis Chiron im Alfa Romeo Tipo B/P3 während des Rennens

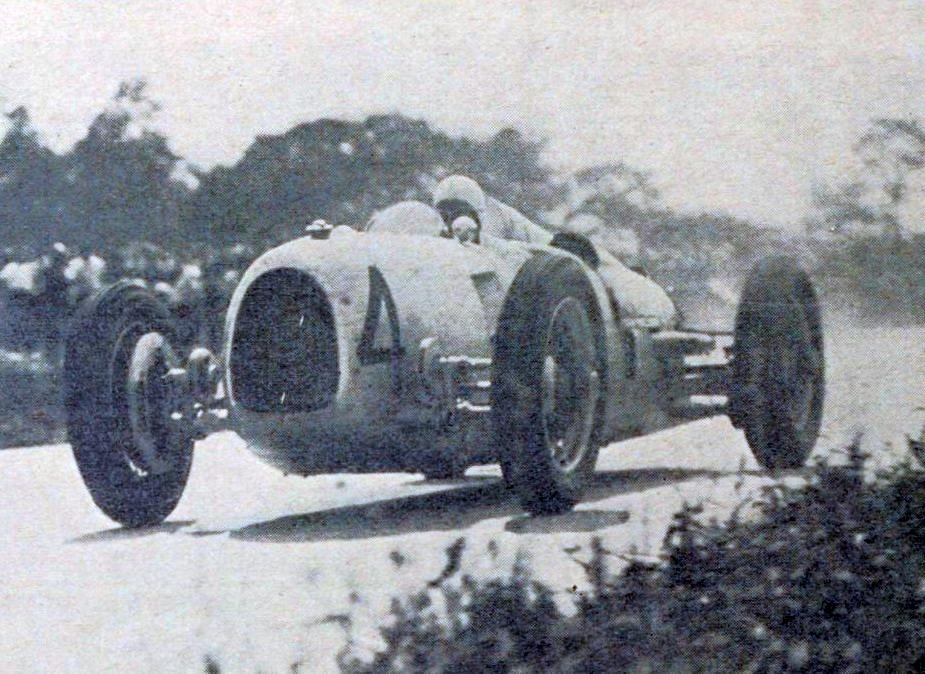
Hans Stuck im Auto Union A

Der XX. Große Preis von Frankreich (XX Grand Prix de l’Automobile Club de France) fand am 1. Juli 1934 auf dem Autodrome de Linas-Montlhéry in Frankreich statt. Er zählte zur Kategorie der Grandes Épreuves und wurde nach den Bestimmungen der Internationalen Grand-Prix-Rennformel (Rennwagen bis maximal 750 kg Leergewicht; 85 cm Mindestbreite; Renndistanz mindestens 500 km) über 40 Runden à 12,504 km ausgetragen, was einer Gesamtlänge von 500,2 km entsprach.
Sieger wurde Louis Chiron mit einem Alfa Romeo Tipo B der Scuderia Ferrari, der hier seinen vorläufig letzten Erfolg bei einem Grande Épreuve vor Ausbruch des Zweiten Weltkriegs erringen konnte.

## Rennen
Nachdem er im Vorjahr um die Teilnahme von Privatfahrern an seinem Grand Prix noch regelrecht hatte ringen müssen, um ein einigermaßen ansehnliches Grand-Prix-Feld zusammenzubekommen, sah sich der traditionell stets etwas elitär aufgestellte Automobile Club de France für 1934 angesichts nunmehr fünf beteiligter Hersteller zu einer solchen Herablassung nun nicht mehr genötigt. So wurde das Rennen nun wieder ausschließlich für die Beteiligung von Werksteams ausgeschrieben, wie es schon die 1920er Jahre hindurch der Fall gewesen war. Obendrein wurden pro Team die Teilnahme auf jeweils nur drei Wagen beschränkt.
Als favorisiertes Team galt dabei wie üblich die Scuderia Ferrari, die von Alfa Romeo exklusiv die bewährten Werksrennwagen vom Typ Tipo B zur Verfügung gestellt bekam. Mit dem Trio Achille Varzi, Louis Chiron und Carlo Felice Trossi war das Team zudem auch fahrerisch bestens besetzt. Gänzlich unbeschrieben Blätter waren zu diesem Zeitpunkt dagegen noch die soeben erst wieder bzw. neu in den Grand-Prix-Sport eingestiegenen deutschen Automobilfirmen Daimler-Benz und Auto Union. Zwar hatte Hans Stuck mit seinem in den Augen damaliger Betrachter extrem futuristisch erscheinenden neuartigen Auto-Union-Heckmotorrennwagen zuvor den Lauf auf der ultraschnellen Berliner AVUS-Rennstrecke bis zu seinem Ausfall lange Zeit angeführt und Mercedes-Fahrer Manfred von Brauchitsch beim Eifelrennen auf dem anspruchsvollen Nürburgring sogar gesiegt, die echte Belastungsprobe eines großen internationalen Grand-Prix-Rennen stand beiden Teams aber erst noch bevor.
Bei Mercedes nahm in Montlhéry überraschenderweise Rudolf Caracciola nach langer Verletzungspause wieder im Cockpit eines der drei Mercedes-Benz W 25 platz. Obwohl er seit dem Unfall im Vorjahr beim Rennen in Monaco beim Gehen noch auf Krücken angewiesen war, erzielte er auf Anhieb wieder respektable Trainingszeiten, sehr zum Missfallen seines Teamkollegen Luigi Fagioli, der zu Recht seine Position als eigentlich nomineller Kapitän der Mercedes-Mannschaft bedroht sah. Im Lager der Auto Union gab es solche Probleme dagegen nicht, wo Stuck als einziger echter Spitzenfahrer von internationalem Format von seinen Teamgefährten August Momberger und Hermann zu Leiningen kaum etwas zu befürchten hatte. Letzterer musste zudem aufgrund einer Erkrankung dann ganz auf das Rennen verzichten. Sehr viel mehr Sorgen bereitete beiden deutschen Teams dagegen die Zuverlässigkeit ihrer noch sehr neuen Rennwagen, wie auch der unerwartet hohe Reifenverschleiß, den das wie immer sehr gewissenhaft vorbereitete Mercedes-Team im Rahmen von ausgiebigen Testfahrten vor Ort in der Woche vor dem Rennen festgestellt hatte. Darüber hinaus hatten speziell die deutschen Fahrer auch mit den körperlichen Belastungen zu kämpfen, die durch die Steilkurven des für sie ungewohnten Kurses hervorgerufen wurden. Als Folge der Niederlage im Ersten Weltkrieg hatten deutsche Fahrer und Rennställe mehrere Jahre lang nicht auf französischen Rennstrecken antreten dürfen.
Auch bei Bugatti hatte man sich für das Heimrennen angesichts des eigentlich kaum konkurrenzfähigen eigenen Grand-Prix-Modells Bugatti Type 59, das noch ganz im Stil der 1920er Jahre als einziges sogar noch als Zweisitzer ausgelegt war, so gut es unter den Umständen möglich war gerüstet und zwei der Wagen mit auf 3,3 Liter Hubraum vergrößerten Motoren ausgestattet. Zumindest der Papierform nach zog man damit mit dem Mercedes-Benz W 25 in etwa gleich. Dazu war es gelungen, nach Monaco erneut Tazio Nuvolari zu verpflichten, einen der absoluten Top-Fahrer, der aber beim Fahren noch stark unter den Beinverletzungen litt, die er sich einige Wochen zuvor bei einem Unfall mit seinem Maserati im Rennen von Alessandria zugezogen hatte. Die Verletzung zwang ihn, den Wagen im Rennen an den Ersatzfahrer Jean-Pierre Wimille abzutreten. Ihm zur Seite gestellt wurden außerdem die beiden fest unter Vertrag stehenden Fahrer René Dreyfus und Altmeister Robert Benoist, der 1927 die Weltmeisterschaft für Delage praktisch im Alleingang geholt hatte und nun nach vierjähriger Rennpause in dieser Saison wieder ins Steuer griff.
Ganz besonders von den Ausschreibebestimmungen betroffen war Maserati, wo man die Firmenpolitik ganz auf die Unterstützung von Privatfahrern als zahlende Kunden ausgerichtet hatte. Neben Goffredo Zehender, der ohnehin regelmäßig auch nominell für das Team gemeldet wurde, wurde Philippe Étancelin mit seinem Maserati 8CM kurzerhand vom Werk „adoptiert“. Als dritter Vertreter der Marke war schließlich auf der Suche nach einem neuen Top-Fahrer der US-Amerikaner Peter DePaolo gemeldet worden, nachdem bekannt geworden war, dass Nuvolari wie schon zuvor beim Rennen in Monaco erneut Bugatti den Vorzug geben würde. DePaolo hatte jedoch bei einem Unfall im vorangegangenen Gran Premio de Penya Rhin schwere Verletzungen davongetragen, so dass das dritte Maserati-Cockpit schließlich unbesetzt blieb.
Bei der Vergabe der Startplätze hatten die Fahrer der Auto Union mit Positionen in der ersten (Stuck) und zweiten (Momberger) Reihe am meisten vom Losglück profitiert, aber im Rennen war es wie üblich Chiron, der auf seinem Alfa Romeo mit einem seiner berüchtigten Frühstarts als erster davonschoss. Dahinter lieferten sich die drei Silberpfeile von Caracciola, Fagioli und Stuck die ersten Runden hindurch einen engen Kampf um die zweite Position, in dem sich der Auto-Union-Fahrer schließlich durchsetzte. In der dritten Runde konnte Stuck dann auch Chiron passieren und im Anschluss seine Führung zunächst kontinuierlich ausbauen, bis er etwas später vom einsetzenden starken Reifenverschleiß wieder eingebremst wurde. In der zehnten Runde lag somit Chiron wieder vorn und kurz darauf konnte sich auch Fagioli an Stuck vorbei auf Position zwei schieben.
Dahinter hatte nun das Sterben der Silberpfeile schon begonnen, die einer nach dem anderen mit unterschiedlichen mechanischen Problemen aus dem Rennen schieden. In der 14. Runde traf es schließlich auch Fagioli, der auf seiner Jagd nach Chiron mit der Streckenbegrenzung in Kontakt gekommen war und dabei eine Bremsleitung beschädigt hatte. Wenig später blieb auch Caracciola wegen Problemen mit der Benzinversorgung stehen. Damit waren nach einem Drittel der Distanz bis auf den Auto Union von Stuck bereits alle deutschen Rennwagen ausgefallen. Auch Stuck musste jedoch etwa alle zehn Runden zum Reifenwechsel an die Box, zudem bekam er zunehmend Probleme mit dem undichten Kühlsystem, so dass das Rennen bereits lange vor seinem endgültigen Ausfall in der 32. Runde zugunsten von Alfa Romeo entschieden war. Für die deutschen Teams war damit das Debakel komplett, während die Scuderia Ferrari mit Chiron, Varzi und Guy Moll, der Trossi am Steuer des dritten Alfa Romeos abgelöst hatte, zu einem großartigen Dreifacherfolg kam. Als einziger weiterer im Rennen verbliebener Teilnehmer kam Benoist auf Bugatti mit beachtlichen vier Runden Rückstand noch als Vierter ins Ziel.

## Ergebnisse

### Meldeliste
Zum Rennen eingeladen waren nur Werksmannschaften mit jeweils maximal drei Wagen pro Team. Es ist daher anzunehmen, dass Étancelin und DePaolo nominell durch die Maserati-Werke gemeldet worden waren.
| Team                                                      | Nr. | Fahrer                  | Info  | Chassis              | Motor                                   | Reifen |
| --------------------------------------------------------- | --- | ----------------------- | ----- | -------------------- | --------------------------------------- | ------ |
| Auto Union AG                                             | 02  | Hans Stuck              | DNS a | Auto Union A         | Auto Union 4.4L V16 Kompressor          | C      |
| Auto Union AG                                             | 04  | Hans Stuck              |       | Auto Union A         | Auto Union 4.4L V16 Kompressor          | C      |
| Auto Union AG                                             | 04  | August Momberger        | DNS a | Auto Union A         | Auto Union 4.4L V16 Kompressor          | C      |
| Auto Union AG                                             | 10  | August Momberger        |       | Auto Union A         | Auto Union 4.4L V16 Kompressor          | C      |
| Auto Union AG                                             | 10  | Hermann zu Leiningen    | DNS a | Auto Union A         | Auto Union 4.4L V16 Kompressor          | C      |
| Scuderia Ferrari                                          | 06  | Achille Varzi           |       | Alfa Romeo Tipo B/P3 | Alfa Romeo 2.9L I8 Kompressor           | E      |
| Scuderia Ferrari                                          | 12  | Louis Chiron            |       | Alfa Romeo Tipo B/P3 | Alfa Romeo 2.9L I8 Kompressor           | E      |
| Scuderia Ferrari                                          | 20  | Carlo Felice Trossi b   |       | Alfa Romeo Tipo B/P3 | Alfa Romeo 2.9L I8 Kompressor           | E      |
| Scuderia Ferrari                                          |     | Guy Moll                | RES   |                      |                                         | E      |
| Daimler-Benz AG                                           | 08  | Rudolf Caracciola       |       | Mercedes-Benz W 25   | Mercedes-Benz M 25 A 3.4L I8 Kompressor | C      |
| Daimler-Benz AG                                           | 22  | Manfred von Brauchitsch |       | Mercedes-Benz W 25   | Mercedes-Benz M 25 A 3.4L I8 Kompressor | C      |
| Daimler-Benz AG                                           | 30  | Luigi Fagioli           |       | Mercedes-Benz W 25   | Mercedes-Benz M 25 A 3.4L I8 Kompressor | C      |
| Daimler-Benz AG                                           |     | Ernst Jakob Henne       | RES   |                      |                                         | C      |
| Automobiles Ettore Bugatti                                | 14  | Tazio Nuvolari c        |       | Bugatti T59          | Bugatti 3.3L I8 Kompressor              | M      |
| Automobiles Ettore Bugatti                                | 18  | René Dreyfus            |       | Bugatti T59          | Bugatti 3.3L I8 Kompressor              | M      |
| Automobiles Ettore Bugatti                                | 16  | Robert Benoist          |       | Bugatti T59          | Bugatti 2.8L I8 Kompressor              | M      |
| Automobiles Ettore Bugatti                                |     | Jean-Pierre Wimille     | RES   |                      |                                         | M      |
| Automobiles Ettore Bugatti                                |     | Albert Divo             | RES   |                      |                                         | M      |
| Automobiles Ettore Bugatti                                |     | Antonio Brivio          | RES   |                      |                                         | M      |
| Officine Alfieri Maserati                                 | 24  | Goffredo Zehender       |       | Maserati 8C-3000     | Maserati 3.0L I8 Kompressor             | P      |
| Philippe Étancelin                                        | 26  | Philippe Étancelin      |       | Maserati 8CM         | Maserati 3.0L I8 Kompressor             |        |
| Ecurie Braillard                                          | 32  | Peter DePaolo           | DNA d | Maserati 8CM         | Maserati 3.0L I8 Kompressor             |        |
| Ecurie Braillard                                          |     | Benoît Falchetto        | RES   |                      |                                         |        |
| Société d’Etude et de Fabrication d’Automobiles de Course | 28  | Raymond Sommer          | DNA e | SEFAC                | SEFAC 2.8L U8 Kompressor                | M      |

### Startaufstellung
Die Startpositionen wurden nicht anhand der Trainingszeiten vergeben, sondern ausgelost.
| Varzi     |             | Stuck a  |            | - a             |
|           |             |          |            |                 |
|           | Momberger b |          | Caracciola |                 |
|           |             |          |            |                 |
| Benoist   |             | Nuvolari |            | Chiron          |
|           |             |          |            |                 |
|           | Trossi      |          | Dreyfus    |                 |
|           |             |          |            |                 |
| Étancelin |             | Zehender |            | von Brauchitsch |
|           |             |          |            |                 |
|           |             |          | Fagioli    |                 |

### Rennergebnis
| Pos. | Fahrer                             | Konstrukteur  | Runden | Stopps | Zeit         | Start | Schnellste Runde | Ausfallgrund                  |
| ---- | ---------------------------------- | ------------- | ------ | ------ | ------------ | ----- | ---------------- | ----------------------------- |
| 01   | Louis Chiron                       | Alfa Romeo    | 40     |        | 3:39:14,0 h  | 6     | 5:06,0 min       |                               |
| 02   | Achille Varzi                      | Alfa Romeo    | 40     |        | + 3:17,9 min | 3     |                  |                               |
| 03   | Carlo Felice Trossi Guy Moll       | Alfa Romeo    | 40     |        | + 4:09,8 min | 10    |                  |                               |
| 04   | Robert Benoist                     | Bugatti       | 36     |        | + 4 Runden   | 8     |                  |                               |
| —    | Goffredo Zehender                  | Maserati      | 33     |        | DNF          | 12    |                  | Bruch der Hinterradaufhängung |
| —    | Hans Stuck                         | Auto Union    | 32     |        | DNF          | 2     |                  | defekte Wasserpumpe           |
| —    | Tazio Nuvolari Jean-Pierre Wimille | Bugatti       | 17     |        | DNF          | 7     |                  | Motorschaden                  |
| —    | René Dreyfus                       | Bugatti       | 16     |        | DNF          | 9     |                  | Motorschaden                  |
| —    | Rudolf Caracciola                  | Mercedes-Benz | 15     |        | DNF          | 4     |                  | gebrochene Treibstoffleitung  |
| —    | Luigi Fagioli                      | Mercedes-Benz | 14     |        | DNF          | 14    |                  | gerissene Bremsleitung        |
| —    | Manfred von Brauchitsch            | Mercedes-Benz | 11     |        | DNF          | 11    |                  | Krompressorschaden            |
| —    | Philippe Étancelin                 | Maserati      | 11     |        | DNF          | 13    |                  | Motorschaden                  |
| —    | August Momberger                   | Auto Union    | 10     |        | DNF          | 5     |                  | gebrochener Stoßdämpfer       |
| —    | Hermann zu Leiningen               | Auto Union    |        |        | DNS          | 1     |                  |                               |